# 伯利兹的印度教
印度教是貝里斯的少數民族信仰。根據2010年貝里斯官方所作的人口普查結果顯示：貝里斯有0.2%的人口是印度教徒。然而，宗教數據檔案協會指出，截至2005年，貝里斯有2.0%的人口認為自己是印度教徒。根據其他的消息來源，這一比例為2.3%。

## 歷史
今天貝里斯的印度教社區主要由1950年代抵達的印度教家庭組成，當時貝里斯仍是英國的殖民地。該社區幾乎完全由信德族組成，因此內部幾乎沒有文化差異。
雖然貝里斯3.9%的人口是印度人，但他們大多數是基督徒。只有大約40%的人仍然是印度教徒。